# Sacalia bealei
Sacalia bealei är en sköldpaddsart som beskrevs av John Edward Gray 1831. Sacalia bealei ingår i släktet Sacalia och familjen Geoemydidae. IUCN kategoriserar arten globalt som starkt hotad. Inga underarter finns listade i Catalogue of Life.
Arten förekommer i sydöstra Kina, inklusive Hainan, och i Vietnam.